# Alsóegres (Sajóudvarhely község)
Alsóegres (románul: Agrișu de Jos, régebbi nevén Bethlenegres) település Romániában, Beszterce-Naszód megyében.

## Fekvése
Beszterce-Naszód megye nyugati részén helyezkedik el, Felsőegrestől keletre, Besztercétől 35 km-re nyugatra, Bethlentől 8 km-re délkeletre.

## Története
1408-ban említi először írott forrás Egres néven, 1576-ban már Oláhegres néven jelentkezik a forrásokban. A középkorban és kora újkorban a Bethlen-család birtokolta, ők a települést 1482-ben Moldvából hozott román jobbágyokkal telepítették be. Az 1658-as tatárjárás idején elpusztult, később újratelepült.
A trianoni békeszerződésig Szolnok-Doboka vármegye Bethleni járásához tartozott. A második bécsi döntés visszaítélte Magyarországnak, 1941-ben a magyar hatóságok Felsőegressel egyesítették Bethlenegres néven. A két település 1945 után ismét különvált.

## Lakossága
1850-ben 137 román lakosa volt.
1910-ben a falu lakossága már 200 főt számlált, ebből 195 román, 5 magyar volt.
2002-ben 387 lakosából 385 román, 2 ukrán volt.